# Vudu
Vudu — американський онлайн-кінотеатр та сервіс потокового відео, який належить Fandango Media, спільному підприємству NBCUniversal та Warner Bros. Discovery. Компанія пропонує прокат відео на вимогу та цифрову покупку фільмів.
Спочатку послуга надавалась через цифровий медіаплеєр Vudu Box. У 2010 році компанія почала відмовлятися від свого апаратного бізнесу і зосередитися на інтеграції сервісу до інших пристроїв таких, як телевізори та програвачі Blu-ray дисків. Тепер компанія пропонує свої послуги онлайн, через мобільні додатки та на таких пристроях, як цифрові медіа-плеєри та смарт-телевізори.
У 2010 році сервіс був проданий Walmart.
У 2020 році Fandango Media придбала Vudu. Сума покупки залишилась не розголошеною.

## Історія
Vudu заснували Тоні Міранц та Ален Россман (автор WAP). Розробка проєкту довго залишалась у таємниці, поки в квітні 2007 року The New York Times не повідомив, що Vudu підписав угоди з кількома кіностудіями та незалежними дистриб'юторами про надання доступу до майже 5000 фільмів.
До 2007 року сервіс отримав 21 мільйон доларів венчурного фінансування від Greylock Partners і Benchmark Capital. У травні 2008 року Vudu продемонстрували та почали продавати свою телеприставку в магазинах Best Buy. У жовтні того ж року Vudu оголосила, що почне транслювати фільми у високій роздільній здатності 1080p під назвою «HDX».
24 лютого 2009 року Vudu став першим сервісом на вимогу, який запропонував фільми високої роздільної здатності для завантаження. До того, як сервіс дозволив користувачам купувати фільми високої чіткості, студії дозволяли купувати свої фільми лише у форматі стандартної чіткості. LG була першою, хто інтегрував Vudu до своїх телевізорів високої роздільної здатності, а доступ було відкрито в серпні 2009 року через NetCast.
22 лютого 2010 року Walmart оголосив про намір придбати Vudu. Раніше компанія намагалася запровадити продаж цифрового відео в 2007 році, але послуга зазнала невдачі через конкуренцію з iTunes Store. Згодом, щоб відповідати політиці Walmart щодо вмісту, Vudu припинив роботу з сервісом «After Dark» (у співпраці з AVN), який пропонував порнографічний контент.
У квітні 2020 року було оголошено, що дочірня компанія NBCUniversal Fandango Media придбає Vudu, сума залишилась нерозкрита, продаж було завершено 6 липня 2020 року. Fandango є власністю Warner Bros., і керує аналогічним сервісом FandangoNOW. У рамках продажу Walmart підтримуватиме свої відносини з Vudu, включаючи інтеграцію облікового запису та просування послуги через вебсайт Walmart.
3 серпня 2021 року FandangoNOW було об'єднано з Vudu, і через Vudu замінив FandangoNOW, як офіційний відеомагазин на платформі Roku. Fandango вирішив зберегти назву «Vudu», оскільки це був більший сервіс.

## Послуги
Станом на червень 2019 року добірка Vudu містить понад 24 000 найменувань фільмів та понад 8 000 телевізійних шоу. Серед них є ігрові кінофільми, незалежні стрічки, документальні фільми, дитячі програми, аніме, мюзикли, записи музичних виступів, мультфільми та телесеріали. Vudu уклала ліцензійні контракти на контент з усіма великими кіностудіями, а також з понад 50 невеликих і незалежних студій. Фільми доступні для перегляду у форматах стандартної роздільної здатності, високої та надвисокої 4K, а також Dolby Atmos, Dolby Vision та HDR10 на пристроях, які підтримують такі формати.
12 вересня 2019 року Vudu представила свій перший оригінальний серіал «Містер мама» — продовження однойменного фільму 1983 року.